# Comuna Curtea, Timiș
Curtea (în maghiară Kurtya) este o comună în județul Timiș, Banat, România, formată din satele Coșava, Curtea (reședința) și Homojdia. Se află pe cursul superior al râului Bega. Menționată documentar prima oară în anul 1506, localitatea este amintită sub numele de Wdawarhely.  În perioada 1517–1518 și în anul 1597 apare sub numele de Kurthe. 

## Teritoriu
Teritoriul comunei Curtea are următoarea componență:
- arabil - 842 ha
- pășuni - 1211ha
- fânețe - 231 ha
- livezi - 109 ha
- păduri - 1872 ha
- curți construcții - 33 ha
- alte terenuri - 121 ha

## Obiective turistice

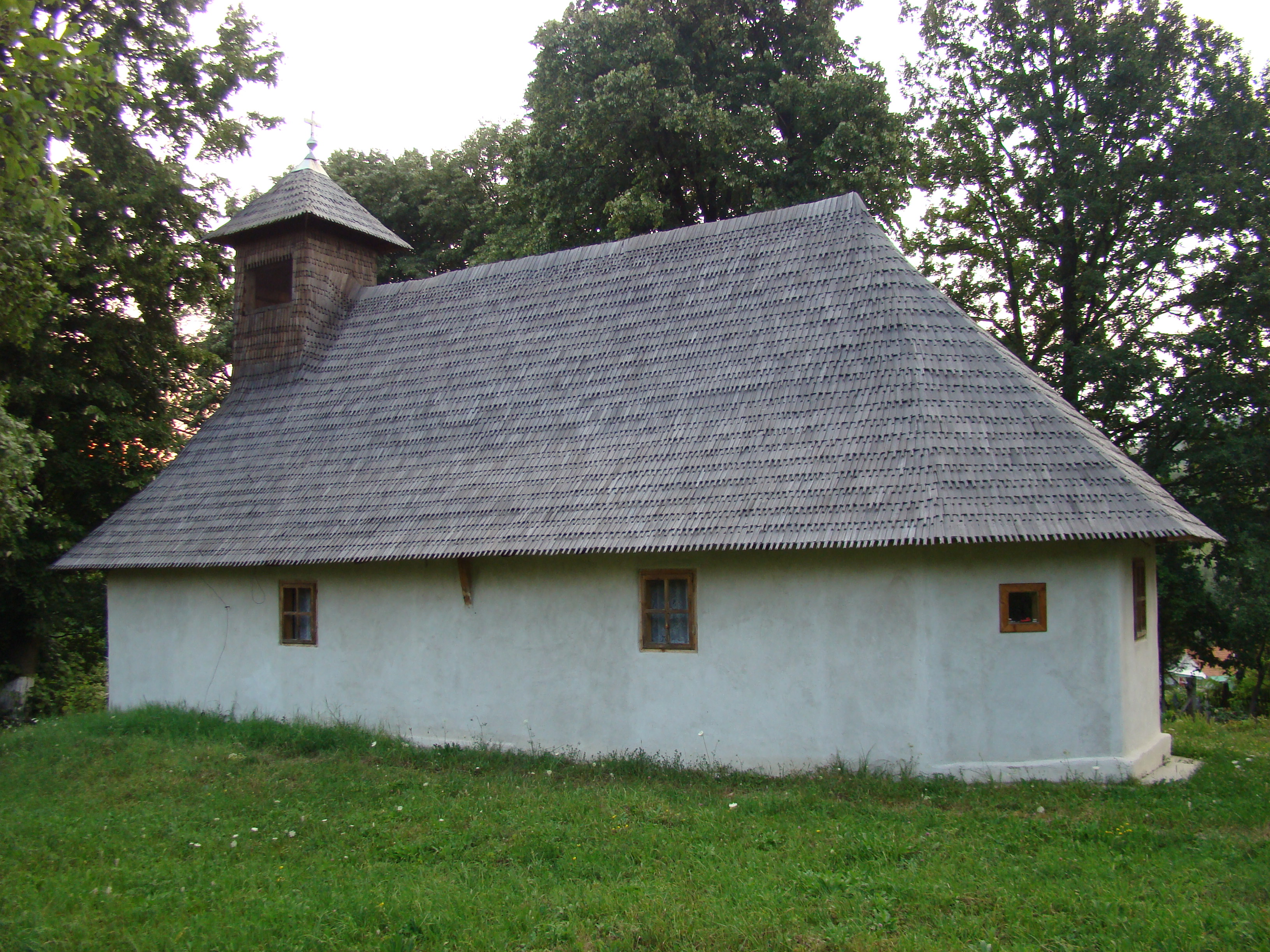
Biserica de lemn din Homojdia

- Biserica din lemn de la Coșava și biserica de lemn din Homojdia, declarate monumente istorice de Ministerul Culturii
- Biserica de lemn „Cuvioasa Paraschiva” de la Curtea (ortodoxă), construită în 1794 (pictată în 1804–1806)
- Hanul din secolul al XVIII-lea din satul Coșava în care a poposit Al. Ioan Cuza în anul 1866

## Demografie
Componența etnică a comunei Curtea
     Români (91,45%)
     Romi (2,28%)
     Alte etnii (0,41%)
     Necunoscută (5,86%)
Componența confesională a comunei Curtea
     Ortodocși (73,78%)
     Penticostali (16,53%)
     Baptiști (1,55%)
     Alte religii (1,63%)
     Necunoscută (6,51%)
Conform recensământului efectuat în 2021, populația comunei Curtea se ridică la 1.228 de locuitori, în creștere față de recensământul anterior din 2011, când fuseseră înregistrați 1.193 de locuitori. Majoritatea locuitorilor sunt români (91,45%), cu o minoritate de romi (2,28%), iar pentru 5,86% nu se cunoaște apartenența etnică. Din punct de vedere confesional, majoritatea locuitorilor sunt ortodocși (73,78%), cu minorități de penticostali (16,53%) și baptiști (1,55%), iar pentru 6,51% nu se cunoaște apartenența confesională.

## Politică și administrație
Comuna Curtea este administrată de un primar și un consiliu local compus din 9 consilieri. Primarul, Marinel-Ovidiu Crăciunescu[*], de la Partidul Social Democrat, este în funcție din octombrie 2020. Începând cu alegerile locale din 2024, consiliul local are următoarea componență pe partide politice:
|  | Partid                          | Consilieri | Componența Consiliului | Componența Consiliului | Componența Consiliului | Componența Consiliului | Componența Consiliului | Componența Consiliului |
|  | ------------------------------- | ---------- | ---------------------- | ---------------------- | ---------------------- | ---------------------- | ---------------------- | ---------------------- |
|  | Partidul Social Democrat        | 6          |                        |                        |                        |                        |                        |                        |
|  | Alianța Dreapta Unită           | 2          |                        |                        |                        |                        |                        |                        |
|  | Alianța pentru Unirea Românilor | 1          |                        |                        |                        |                        |                        |                        |